# Портрет Павла Александровича Строганова
Портрет Павла Александровича Строганова — картина английского живописца Джорджа Доу и его помощников, датируемая периодом 1819–1821 годов, исполненная для Военной галереи Зимнего дворца в Санкт-Петербурге. Вместе с другими картинами из Военной галереи является частью собраний Эрмитажа (инв. ГЭ-7872). Техника исполнения произведения — масляная живопись на холсте, размер — 70 на 62,5 см.
Во время Отечественной войны 1812 года генерал-адъютант генерал-майор Строганов командовал Лейб-гренадерским полком и 1-й гренадерской дивизией. В Бородинском сражении после ранения генерала Н. А. Тучкова принял в командование 3-й пехотный корпус, за многочисленные боевые отличия при изгнании Наполеона из пределов России был произведён в генерал-лейтенанты. В Заграничных походах 1813 и 1814 годов командовал авангардными отрядами Польской армии и также с отличием был во множестве сражений.
Изображён в генеральском мундире, введённом для пехотных генералов 7 мая 1817 года, на эполетах вензель императора Александра I. Слева на груди генерал-адъютантский аксельбант; на шее крест ордена Св. Георгия 2-го класса; справа на груди серебряная медаль «В память Отечественной войны 1812 года» на Андреевской ленте, крест ордена Св. Иоанна Иерусалимского, звёзды орденов Св. Александра Невского, Св. Георгия 2-го класса и Св. Владимира 2-й степени. Подпись на раме: Графъ П. А. Строгановъ, Генералъ Лейтенантъ. Художник ошибочно не изобразил шейный крест ордена Св. Владимира 2-й степени, из-за чего звезду этого ордена легко спутать с 1-й степенью, которой Строганов на самом деле не имел.
7 августа 1820 года Строганов был включён в список «генералов, служба которых не принадлежит до рассмотрения Комитета», однако решение о написании его портрета Александром I было принято. Гонорар Доу был выплачен 10 ноября 1821 года. Готовый портрет был принят в Эрмитаж 7 сентября 1825 года.

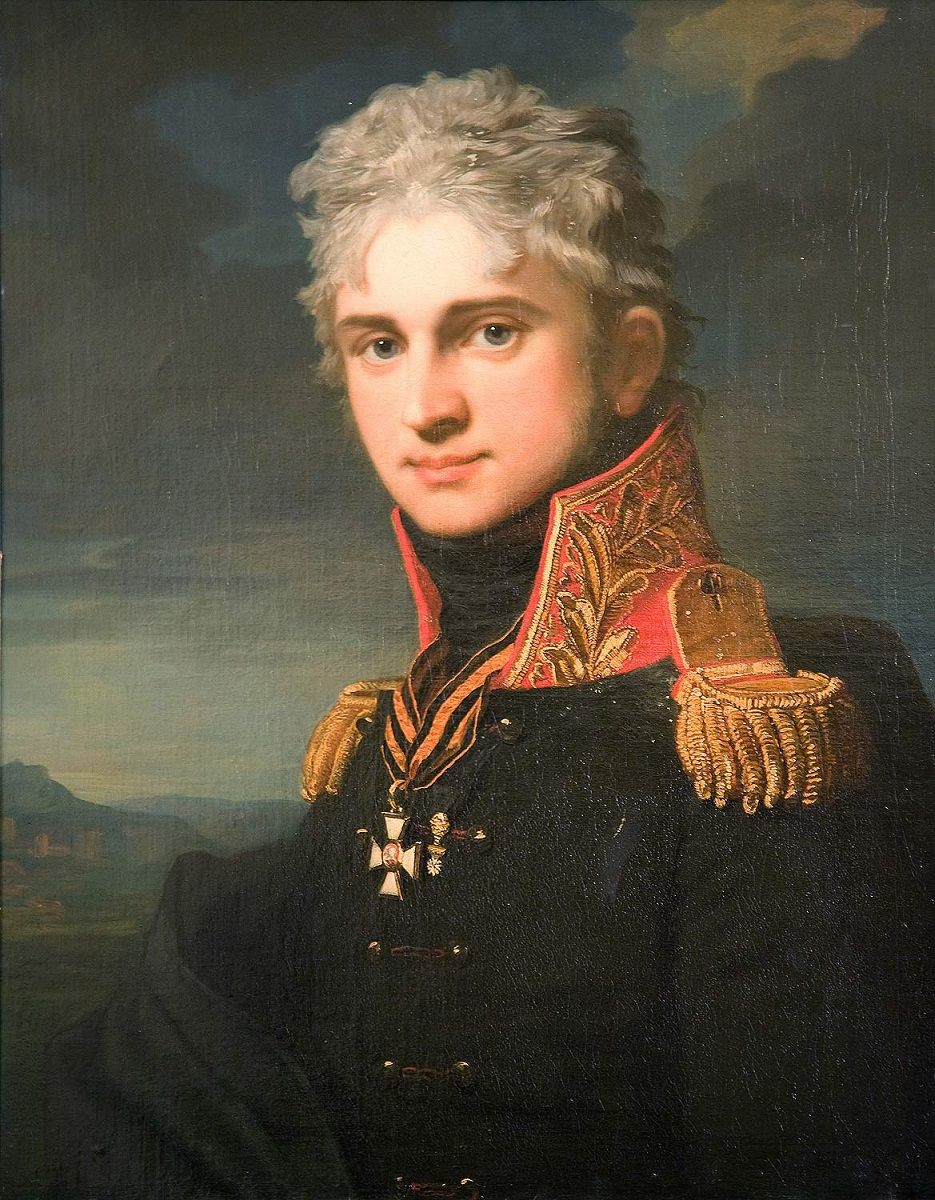
Портрет работы Ж. Л. Монье. 1808 год. Русский музей
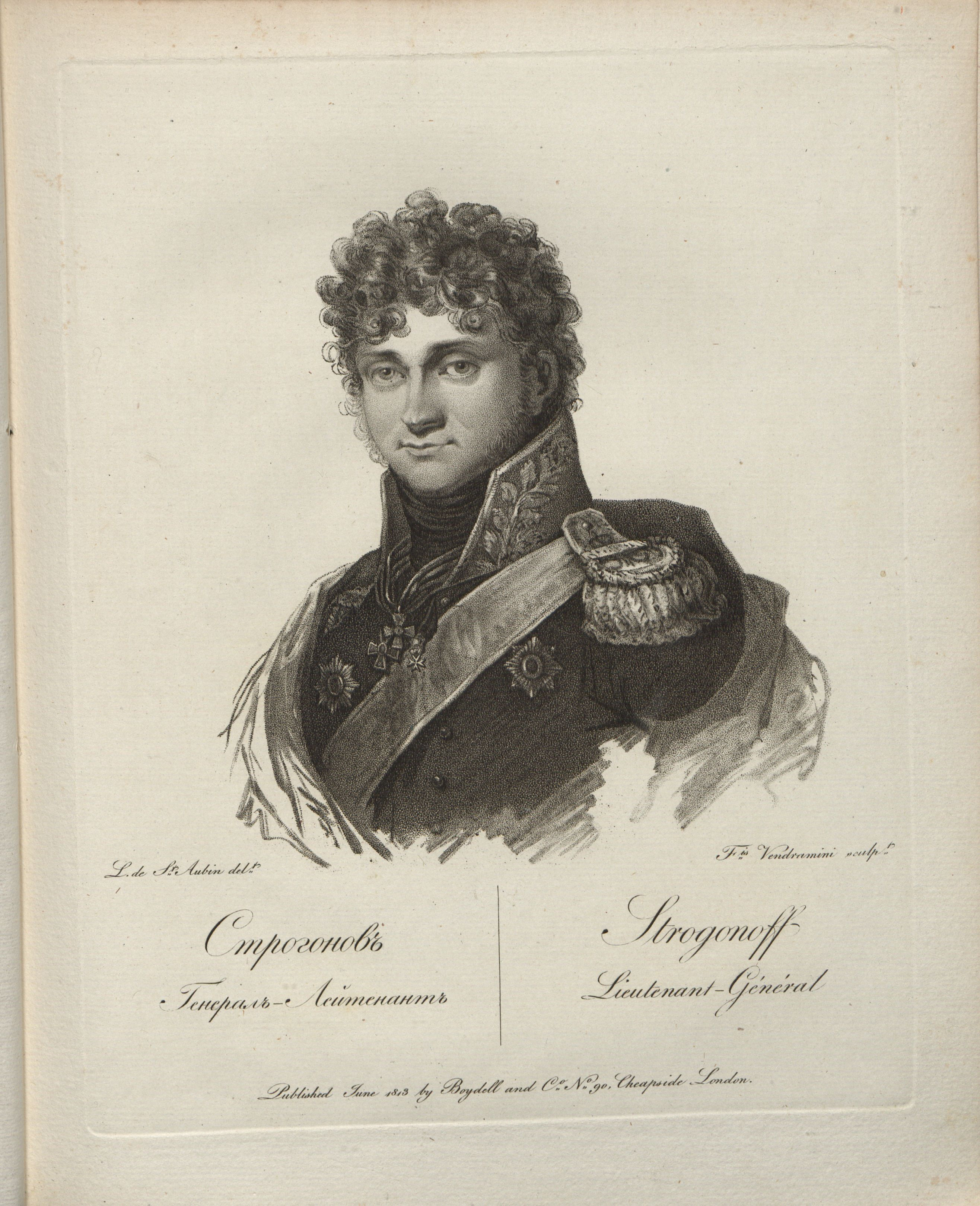
Гравюра Ф. Вендрамини по рисунку Л. Де Сент-Обена. 1813 год

Поскольку Строганов скончался летом 1817 года, Доу использовал для написания галерейного портрета прототип.
Хранитель британской живописи в Эрмитаже Е. П. Ренне в качестве одного из предполагаемых прототипов называет портрет Строганова работы Ж.-Л. Монье, эту версию поддержал и А. А. Подмазо. Строганов изображён в общегенеральском мундире образца 1808 года с двумя рядами пуговиц, с шейным крестом ордена Св. Георгия 3-го класса и нагрудным крестом ордена Св. Иоанна Иерусалимского. Справа внизу расположена авторская подпись и дата: J. L. Mosnier f 1808; с тыльной стороны картины на подрамнике нанесены надписи: граф, над дверьми, mosnier, граф Павел Александровичъ, № 124 Mosnier Ящ Н. Этот портрет долгое время являлся собственностью семьи Строгановых, после Октябрьской революции был национализирован и передан в Государственный Русский музей (холст, масло, 69 × 56,5 см, инвентарный № Ж-4596); выставляется в филиале Русского музея в Строгановском дворце в Санкт-Петербурге. В собрании Российской академии художеств есть копия с этого портрета работы неизвестного художника, здесь Строганов изображён также в мундире старого образца, но с наградами, полученными им в 1812—1814 годах.
Е. П. Ренне также среди возможных прототипов называет гравюру Ф. Вендрамини, выполненную по рисунку Л. де Сент-Обена и опубликованную в 1813 году; эта гравюра датируется июнем 1813 года, её уменьшенная копия была опубликована в 1822 году.
В 1840-е годы в мастерской И. П. Песоцкого по рисунку И. А. Клюквина с галерейного портрета была сделана литография, опубликованная в книге «Император Александр I и его сподвижники» и впоследствии неоднократно репродуцированная. В части тиража была напечатана другая литография, по рисунку В. Долле, незначительно отличающаяся в мелких деталях; один из отдельных оттисков этой литографии имеется в собрании Эрмитажа (бумага, литография, 42,3 × 28,8 см, инвентарный № ЭРГ.II-4189).